# Steve Pemberton
Steven James Pemberton (1 de septiembre de 1967) es un actor, comediante, director y escritor británico. Conocido por ser guionista y actor en The League of Gentlemen junto a Reece Shearsmith, Mark Gatiss y Jeremy Dyson. Pemberton y Shearsmith también escribieron y protagonizaron la comedia negra Psychoville, así como la serie de antología Inside No. 9.

## Primeros años
Steve Pemberton nació en Blackburn, Lancashire el 1 de septiembre de 1967 y creció en Chorley, donde asisitió a la escuela secundaria Saint Michael de la Iglesia de Inglaterra. Se formó como actor en el Bretton Hall College, donde conoció a Mark Gatiss y a Reece Shearsmith.

## Carrera

### Cine y televisión
Las actuaciones televisivas de Pemberton incluyen Whitechapel, Doctor Who, Benidorm, Under the Greenwood Tree, Hotel Babylon, The Last Detective, Randall and Hopkirk, Blackpool y Shameless. En el año 2004, encarnó al Doctor Bessner en Muerte en el Nilo y a Harry Secombe en The Life and Death of Peter Sellers. También apareció en la película Lassie (2005).
Pemberton es conocido por ser miembro del grupo de comedia basada en sketches The League of Gentlemen, junto a los actores Mark Gatiss, Reece Shearsmith y el coguionista Jeremy Dyson, los cuales se conocieron en el Bretton Hall College durante su adolescencia. The League of Gentlemen inicialmente comenzó siendo una obra de teatro en 1995, tras la cual fue trasladada a la BBC Radio 4 como On the Town with the League of Gentlemen en 1997 y finalmente llegó a televisión en la BBC Two en 1999. Es en esta última donde Pemberton y sus compañeros fueron galardonados con el British Academy Television Award, el Royal Television Society Award y la Rosa de Oro de Montreux.